# كندرود (شبستر)
كندرود هي قرية في مقاطعة شبستر، إيران. يقدر عدد سكانها بـ 658 نسمة بحسب إحصاء 2016.